# Jessica Jarrell
Jessica Lauren Jarrell (* 1. Januar 1995 in Diamond Bar, Kalifornien, Vereinigte Staaten) ist eine US-amerikanische Sängerin und ein früheres Kindermodel.

## Leben und Wirken
Jessica Jarrell stand schon als Kind vor der Kamera und wurde als Model in Printmedien für Werbekampagnen der Firmen Kmart, Mattel und American Girl eingesetzt. Bald konzentrierte sich der Teenager auf die Musik, schrieb eigene Songs und wurde von dem deutschen Musikproduzenten Toby Gad gefördert. Schließlich nahm Mercury Records Jessica Jarrell unter Vertrag und produzierte ihr erstes Album. Im Jahr 2009 absolvierte die Nachwuchssängerin anlässlich des alljährlichen Ostereierschiebens im Weißen Haus vor Präsident Barack Obama ihren ersten Liveauftritt.
Daraufhin nahm ihre Karriere Fahrt auf. Jessica Jarrell nahm 2010 an Justin Biebers My-World-2.0-Tour durch die USA und Kanada teil und sang dort mit ihm gemeinsam den Song Overboard. Bereits im Jahr zuvor wirkte sie an seiner Seite in dem Film School Gyrls mit. Sie war im Musik-Video von Cody Simpson "All Day" zu sehen. Außerdem nahm sie Coverversionen diverser Künstler (neben Rihanna und Carly Rae Jepsen auch Biebers Die in Your Arms) auf.